# Damien Lauretta

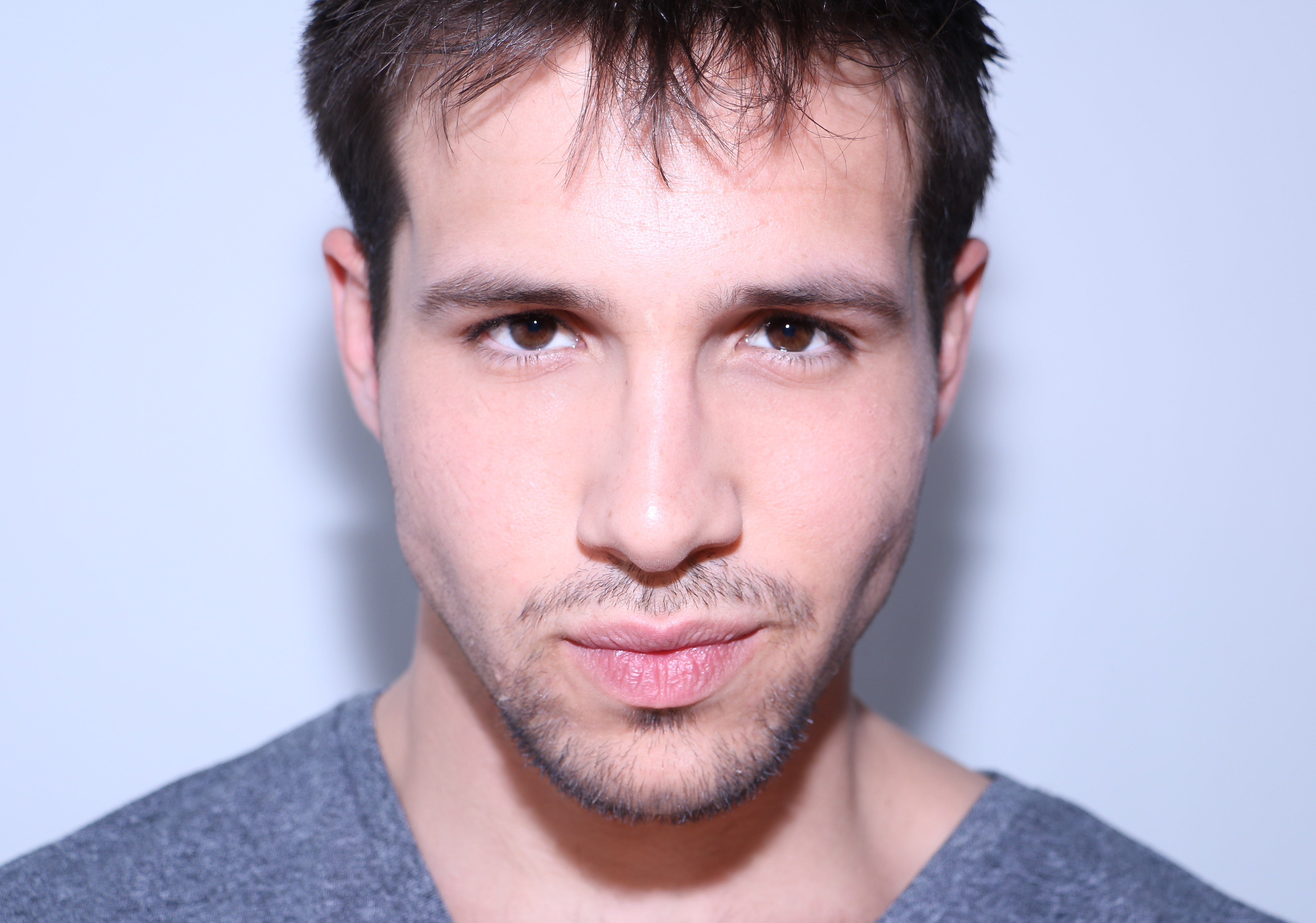
Damien Lauretta (2015)

Damien Lauretta (* 18. März 1992 in Mandelieu-la-Napoule, Frankreich) ist ein französischer Schauspieler und Sänger. Bekannt wurde er durch die Rolle des Clément Galán in der Disney-Channel-Serie Violetta.

## Leben
Bereits mit neun Jahren begann Lauretta zu singen. Mit 14 Jahren stand er erstmals auf der Bühne, um zu schauspielern. 2011 nahm Lauretta an der französischen Version der Castingshow The X Factor teil. Ab 2014 war er als männlicher Hauptdarsteller in der Serie Dreams, un rêve deux vies zu sehen.
Der internationale Durchbruch gelang Lauretta mit der Rolle des Clément Galán in der argentinischen Jugend-Telenovela Violetta des Fernsehsenders Disney Channel. Dort ist er seit 2014 in insgesamt 80 Episoden zu sehen.

## Filmografie
- 2014: Dreams, un rêve deux vies (Fernsehserie, 40 Episoden)
- 2014: Violetta (Fernsehserie, 80 Episoden)

## Diskografie
Soundtracks
- 2014: Violetta - Gira mi canción